# Hexamitoptera lawinda
Hexamitoptera lawinda là một loài bướm đêm trong họ Erebidae.